# Kościół Matki Bożej Nieustającej Pomocy w Dalachowie
Kościół Matki Bożej Nieustającej Pomocy – rzymskokatolicki kościół parafialny położony we wsi Dalachów (gmina Rudniki). Kościół należy do parafii Matki Bożej Nieustającej Pomocy w Dalachowie w dekanacie Praszka (archidiecezja częstochowska).

## Historia kościoła
Kościół parafialny w Dalachowie został wybudowany, według projektu architekta B. Specylka w 1984. 10 listopada 1984 biskup częstochowski Miłosław Kołodziejczyk, w trybie zwykłym poświęcił świątynię, natomiast 21 stycznia 1989 uroczystej konsekracji dokonał ordynariusz archidiecezji częstochowskiej biskup Stanisław Nowak.